# Taeniura lymma
Taeniura lymma és una espècie de peix cartilaginós batoïdeu de la família Dasyatidae, àmpliament distribuïda per les aigües litorals de la regió Indo-Pacífica.

## Taxonomia

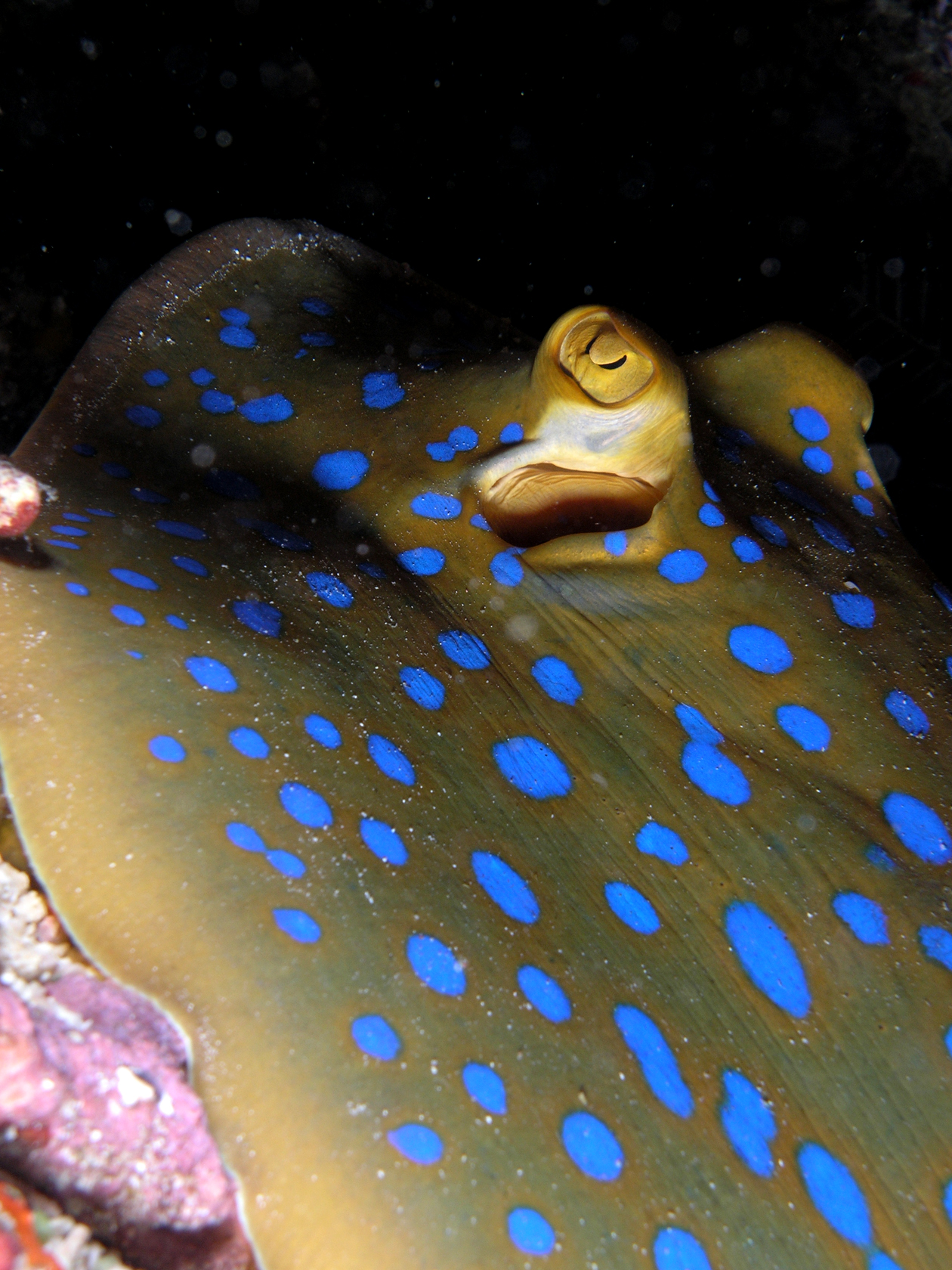
Taeniura lymma al Komodo National Park, Indonèsia

Aquesta espècie va ser descrita originalment pel naturalista suec Peter Forsskål amb el nom de Raja lymma, en la seva obra Descriptiones Animalium quae in itinere ad maris australis terras per annos 1772, 1773, et 1774 suscepto collegit, observavit, et delineavit Joannes Reinlioldus Forster, etc., curante Henrico Lichtenstein del 1775. El nom específic lymma vol dir "brutícia". Forsskål no va designar un tipus nomenclatural. El 1837, els biòlegs alemanys Johannes Peter Müller i Friedrich Gustav Jakob Henle van crear el gènere Taeniura per l'espècie Trygon ornatus, actualment considerada un sinònim d'aquesta espècie.
Anàlisis morfològics han suggerit que aquesta espècie està més estretament relacionada amb les espècies nord-americanes del gènere Himantura (H. pacifica and H. schmardae) i els potamotrigònids (Potamotrygonidae) que amb el seu congènere Taeniura meyeni, el qual està més estretament relacionat amb les espècies del gènere Dasyatis i les espècies Indo-Pacífiques del gènere Himantura.

## Descripció

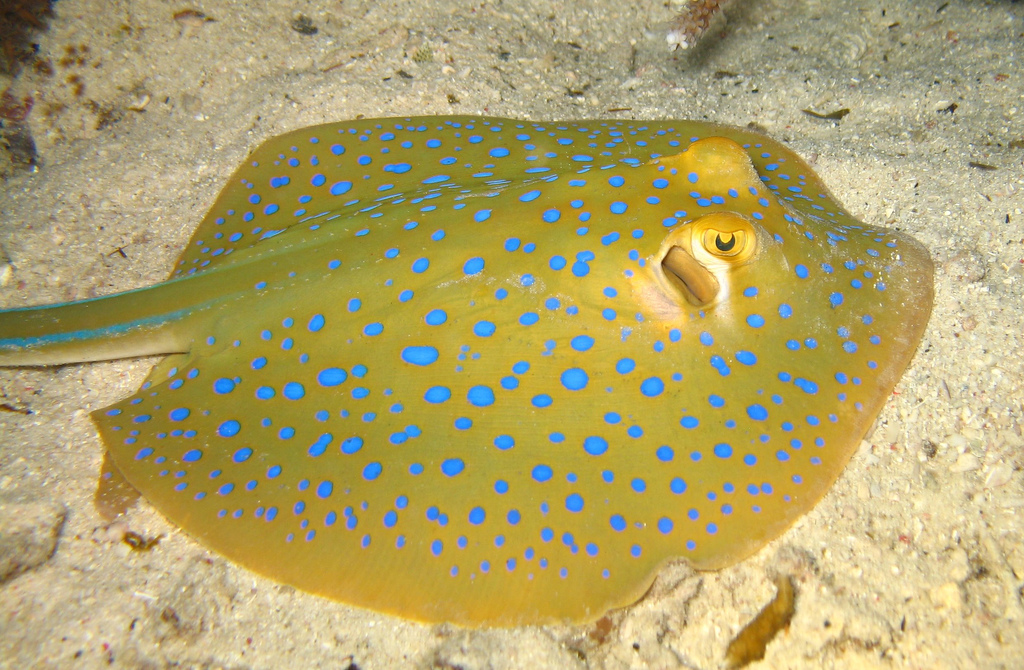
Imatge en la que es pot veure clarament la seva coloració distintiva.

Les aletes pectorals del seu cos tenen forma ovalada., el qual és aproximadament un 20% més llarg que ample, i amb una boca generalment entre arrodonida i angular. Els seus ulls grans i protuberants estan immediatament seguits pels espiracles. Tenen una estreta solapa de pell entre la narius, amb un marge posterior amb serrells, que arriba més enllà de la boca. Els buits de la meitat de la mandíbula inferior i solcs profunds es troben a les cantonades de la boca. Hi ha entre 15 i 24 files de dents en ambdós maxil·lars, i dues grans papil·les al fons de la boca. Les aletes pèlviques són estretes i anguloses. La cua gruixuda i deprimida mesura al voltant d'1,5 vegades la longitud del cos i té una o dues (generalment dues) espines serrades molt per darrere de la base de la cua. La cua té una aleta profunda a la seva part ventral, que arriba a la punta, i una línia dorsal central a la cara superior.
La pell és generalment llisa, amb l'excepció de petites espines al mig de l'esquena. La coloració dorsal és sorprenent, consistint en nombroses taques circulars de color blau neó sobre un fons de color marró groguenc o verd. Les taques varien de mida, sent més petita i concentrades als marges del cos. La cua té dues ratlles del mateix blau que recorren cada costat, i que s'uneixen a la punta. Els ulls són de color groc brillant i el ventre és blanc. De vegades les dues ratlles blaves de la cua es troben absents en els individus sud-africans. Aquesta espècie creix fins als 35 centímetres d'ample, 80 centímetres de llarg, i els 5 quilograms de pes.

## Distribució i hàbitat
Àmpliament distribuïda per les aigües litorals de la regió Indo-Pacífica, aquesta espècie viu a la perifèria de l'oceà Índic, des de Sud-àfrica fins a la península Aràbiga i al Sud-est asiàtic, incloent Madagascar, Maurici, Zanzíbar, les Seychelles, Sri Lanka i les Maldives. És poc freqüent al golf Pèrsic i al golf d'Oman. A l'oceà Pacífic, aquesta espècie viu des de les Filipines fins al nord d'Austràlia, així com en nombroses illes de la Melanèsia i la Polinèsia fins a l'est de Salomó. Rarement trobada per sota dels 30 metres de fondària, es tracta d'una espècie que viu al fons marí que freqüenta els esculls de corall i les planúries sorrenques adjacents. Sovint viu a la zona de marees i a piscines de marea, i a prop dels llits de praderies marines. Cada estiu, un considerable nombres d'individus arriba a les costes de Sud-àfrica.

## Ecologia

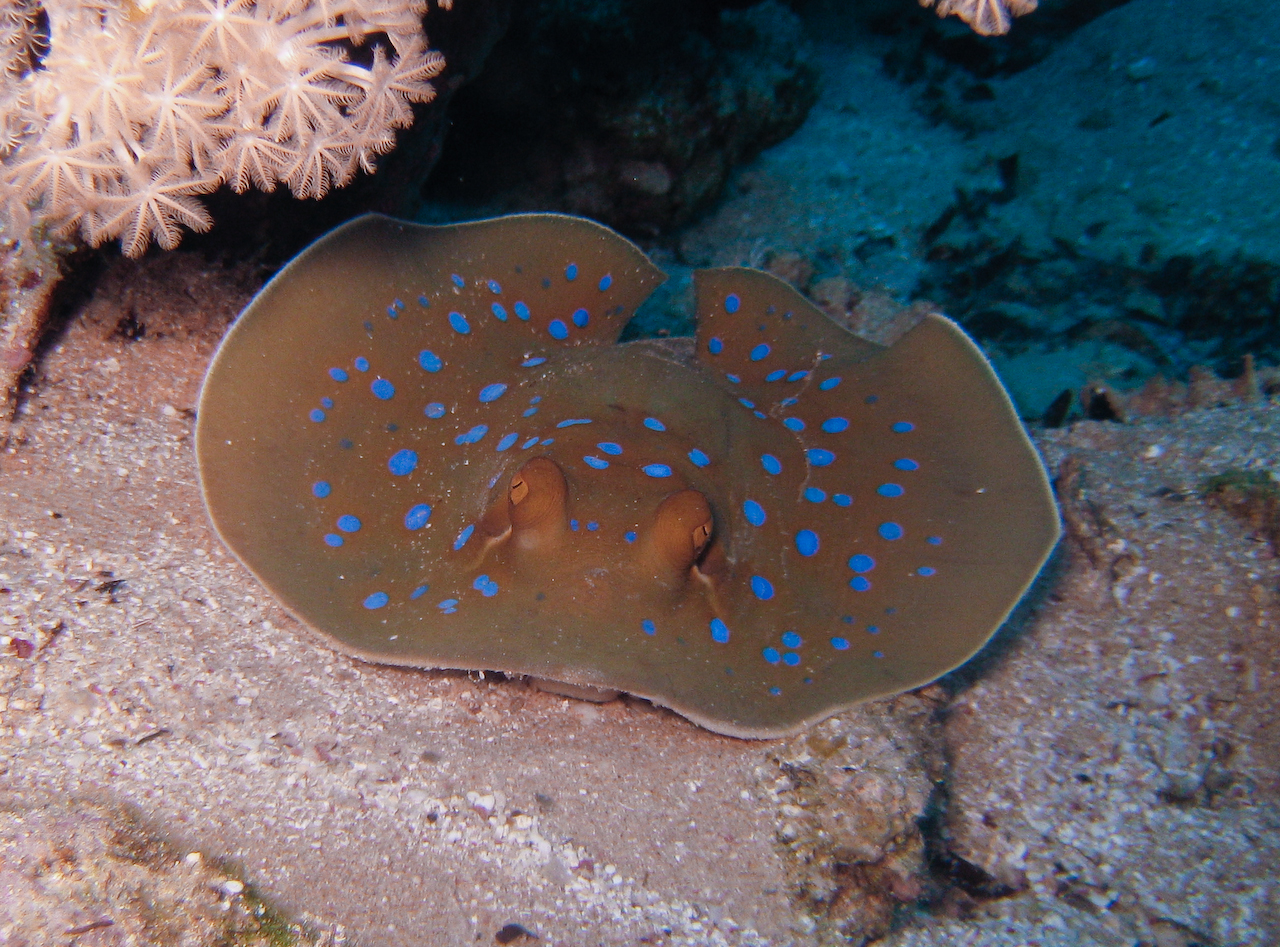
Aquesta espècie s'amaga entre el corall durant el dia.

És una de les rajades més abundants que habiten els esculls de l'Indo-Pacífic. Generalment passa el dia en solitari amagada dins de coves, sota sortints de corall o sota d'altres residus (inclosos els de naufragis), sovint mostrant només la seva cua. De nit, es formen petits grups durant la plenamar, que neden a poca profunditat sobre fons de sorra per alimentar-se. A diferència de moltes altres rajades, rara vegada s'enterra a la sorra. Per alimentar-se excava forats a la sorra a la recerca de mol·luscs, poliquets, carideus, crancs i petits peixos ossis bentònics. Quan troba una presa, aquesta és atrapada amb el cos i conduïda a la boca. Altres peixos, com els múl·lids, segueixen amb freqüència a aquestes rajades quan s'alimenten, a la recerca de restes d'aliments.
L'aparellament d'aquesta espècie té lloc des de finals de la primavera fins a l'estiu. El mascle segueix a la femella i li pessiga el cos, mossegant-la ocasionalment i aferrar-se a ella per copular. Hi ha un cas documentat d'un mascle agafat al cos d'un altre mascle més petit de l'espècie Neotrygon kuhlii, sent un possible cas d'identitat equivocada. S'han observat mascles adults reunint-se en aigües menys profundes, fet que podria estar relacionat amb la reproducció. Com en altres espècies de rajada, la reproducció és ovovivípara: l'embrió s'alimenta inicialment del rovell de l'ou, i a finals del seu desenvolupament és suplementat per una llet uterina produïda per la mare, que està formada per una barreja de mucositat, greixos i proteïnes. El període de gestació és incert, encara que es creu que té una durada d'entre 4 i 12 mesos. Les femelles donen a llum fins a 7 cries, que cadascuna té un cos que fa entre 13 i 14 centímetres d'amplada. Els mascles assoleixen la maduresa sexual amb entre 20 i 21 centímetres d'amplada del cos, mentre que es desconeix quan ho han les femelles.
Els predadors coneguts d'aquesta espècie són els taurons martells (Sphyrna) i els tursiops (Tursiops). També són potencials predadors altres peixos i mamífers marins grans. quan se senten amenaçades, tendeixen a fugir desplaçant-se en zigzag, per desfer-se dels seus perseguidors. S'han identificat nombrosos paràsits d'aquesta espècie: els cestodes Aberrapex manjajiae, Anthobothrium taeniuri, Cephalobothrium taeniurai, Echinobothrium elegans and E. helmymohamedi, Kotorelliella jonesi, Polypocephalus saoudi, i Rhinebothrium ghardaguensis i R. taeniuri, els monogenis Decacotyle lymmae, Empruthotrema quindecima, Entobdella australis, i Pseudohexabothrium taeniurae, els platihelmints Pedunculacetabulum ghardaguensis i Anaporrhutum albidum, el nematode Mawsonascaris australis, el copèpode Sheina orri, i el protozou Trypanosoma taeniurae. S'ha vist a aquesta rajada demanant els serveis de neteja al làbrid netejador (Labroides dimidiatus), aixecant els extrems del seu cos i les aletes pectorals.

## Relacions amb humans
Encara que tímida e inofensiva vers els éssers humans, aquesta espècie pot infligir una ferida molt dolorosa per mitjà del verí que injecten les espines de la seva cua. La seva aparença atractiva i la seva relativament petita mida, l'han convertit en la rajada més comunament trobada als aquaris. No obstant això, poques vegades es comporta bé en captivitat i són molt pocs els aficionats capaços de mantenir-les durant molt temps. Molts exemplars es neguen a alimentar-se en aquaris. Fins i tot individus aparentment sans sovint inexplicablement moren o deixen de menjar. S'utilitza com a aliment a l'est d'Àfrica, el Sud-est asiàtic i Austràlia. És capturada intencionadament o accidentalment amb xarxes d'emmallament, palangres, fusells i trampes per peixos.
La UICN cataloga aquesta espècie com gairebé amenaçada. Tot i que encara és relativament comuna i està àmpliament distribuïda, aquesta espècie s'enfronta a la contínua degradació dels esculls de coral en tot el seu hàbitat, a causa de les pràctiques pesqueres destructives per mitjà de l'ús de cianur i dinamita. A més, les seves poblacions es troben sota la forta pressió de la pesca artesanal i comercial, que les captura pel seu comerç per aquaris.